# Міністерство закордонних справ України

Департаменти МЗС України

Міністе́рство закордо́нних справ Украї́ни (МЗС України) — центральний орган виконавчої влади, діяльність якого спрямовується і координується Кабінетом Міністрів України. МЗС України є головним органом у системі центральних органів виконавчої влади у формуванні та забезпеченні реалізації державної політики у сфері зовнішніх відносин України.
З 5 вересня 2024 року міністром закордонних справ України є Сибіга Андрій Іванович.

## Завдання
Відповідно до постанови Кабінету Міністрів України від 30 березня 2016 року № 281 основними завданнями МЗС України є:
- забезпечення формування та реалізація державної політики у сфері зовнішніх зносин;
- забезпечення:
  - захисту національних інтересів України у сфері міжнародних відносин;
  - дипломатичними засобами і методами захисту суверенітету, міжнародної безпеки, територіальної цілісності та непорушності кордонів України, її політичних, торговельно-економічних, культурних, гуманітарних та інших інтересів;
  - розвитку зв'язків із закордонними українцями та їх громадськими об'єднаннями, координація заходів, що здійснюються органами виконавчої влади з метою розвитку таких зв'язків;
  - державних органів інформацією, необхідною для здійснення ефективної зовнішньої та внутрішньої політики України;
- реалізація зовнішньополітичного курсу України, спрямованого на розвиток політичних, економічних, культурних, гуманітарних, наукових та інших зв'язків з іноземними державами, міжнародними організаціями;
- координація діяльності державних органів щодо забезпечення реалізації єдиного зовнішньополітичного курсу України;
- захист прав та інтересів громадян і юридичних осіб України за кордоном;
- сприяння утвердженню міжнародного авторитету України, піднесенню у світі її іміджу як надійного і передбачуваного партнера;
- вивчення та проведення аналізу політичної та економічної ситуації, що склалася у світі, зовнішньої та внутрішньої політики іноземних держав, діяльності міжнародних організацій;
- участь у забезпеченні в межах повноважень, передбачених законом, реалізації державної зовнішньоекономічної політики, політики інтеграції національної економіки до світової економічної системи;
- участь у формуванні та реалізації державної політики, спрямованої на інтеграцію України в європейський політичний, економічний, безпековий, правовий простір, набуття членства в Європейському Союзі та в Організації Північноатлантичного договору;
- участь у забезпеченні розвитку міжнародного права;
  - участь у формуванні, реалізації та моніторингу ефективності державної санкційної політики;
  - координація державної санкційної політики із санкційною політикою ЄС, США, Сполученого Королівства Великої Британії та Північної Ірландії, Канади, інших іноземних держав;
- інші завдання відповідно до закону.

## Структура міністерства

### Центральний апарат
До центрального апарату міністерства входять:
1. Політичний директорат
2. Директорат публічної дипломатії та комунікацій
3. Директорат економічної дипломатії
4. Департамент ЄС і НАТО
5. 6 територіальних департаментів
6. Департамент міжнародних організацій
7. Департамент міжнародної безпеки
8. Департамент міжнародного права
9. Департамент державного протоколу
10. Департамент консульської служби
11. Управління цифрової трансформації
12. Управління закордонного українства та гуманітарного співробітництва
13. Управління електронного діловодства та цифровізації архіву
14. Режимно-секретне управління
15. Відділ взаємодії з державними органами
16. Сектор з питань запобігання та виявлення корупції
17. Сектор мобілізаційної роботи та цивільного захисту
18. Відділ патронатної служби
19. Відділ кіберзахисту
20. Сектор контролю
21. Сектор внутрішнього аудиту
22. Профспілковий комітет МЗС
23. Департамент забезпечення роботи керівництва МЗС
24. Департамент фінансово-адміністративного менеджменту
25. Управління кадрового менеджменту
26. Управління бухгалтерського обліку та фінансової звітності
27. Юридичне управління

### Представництва МЗС у регіонах України
- Львів
  - Представництво МЗС України у Львові
- Ужгород
  - Група радників Представництва МЗС України у Львові, які на постійній основі працюють у м. Ужгород
- Одеса
  - Представництво МЗС України в Одесі
  - Консульський пункт МЗС в Одеському морському торговельному порту
  - Консульський пункт МЗС України в КП «Міжнародний аеропорт Одеса»
- Сімферополь
  - Представництво МЗС України в Сімферополі

Виконання консульських функцій Представництва МЗС у Сімферополі тимчасово покладено на Представництво МЗС в Одесі

### Інші установи, заклади та підприємства при МЗС України
До структури МЗС України також входять:
- Дипломатична академія України імені Геннадія Удовенка при Міністерстві закордонних справ
- Управління підтримки експортерів при МЗС України
- ДУ «Український інститут»[5]
- ДП «Головне управління комплексного обслуговування і будівництва об'єктів дипломатичної служби» (ДП «ГУКОБ»)

## Керівництво
- Міністр — Андрій Сибіга.
- Державний секретар міністерства — Олександр Баньков[6][7].
- Перший заступник — Сергій Кислиця[8]
- Заступники міністра — Євген Перебийніс[9], Ірина Боровець [10][11].
- Заступник з питань цифрового розвитку, цифрових трансформацій і цифровізації — Антон Демьохін[12].
- Спеціальний представник України з питань Близького Сходу та Африки — Максим Cубх[13]

## Речники МЗС України
1. Долгов Ігор Олексійович (2001—2002)
2. Лубківський Маркіян Романович (2003—2005)
3. Філіпчук Василь Олександрович (2005—2006)
4. Дещиця Андрій Богданович (2006—2008)
5. Кирилич Василь Петрович (2008—2009)
6. Дикусаров Олександр Олександрович (2010—2013)
7. Перебийніс Євген Петрович (2013—2015)
8. Беца Мар'яна Олександрівна (2015—2018)
9. Зеленко Катерина Михайлівна (2018—2020)
10. Ніколенко Олег Ігорович (2020—2024)
11. Тихий Георгій Сергійович (з 2024)

## Історія
Проголошенням 16 липня Другого Універсалу повідомлялося про утворення Генерального Секретаріату — виконавчого органу влади. З першого дня існування Генерального Секретаріату в його складі розпочало діяльність Генеральне Секретарство з міжнаціональних справ, що стало першим зовнішньополітичним відомством України у двадцятому столітті.
З вересня 1923 по березень 1944 закордонними справами України видав загальносоюзний народний комісаріат. У лютому 1944 була прийнята постанова політбюро ЦК КП(б)У та указ Президії ВР УРСР про утворення Народного комісаріату зовнішніх справ УРСР. У період 1944-91 діяльність МЗС була орієнтована переважно на участь в ООН, роботі в інших міжнародних організаціях.

## Консультативно-дорадчі органи
При МЗС діють консультативно-дорадчі органи:
- Громадська рада[16][17]
- Рада експортерів.

## Додаток «Добровільна реєстрація українських громадян»
В лютому 2018 року голова МЗС Павло Клімкін презентував сервіс під назвою «Друг [Архівовано 16 лютого 2018 у Wayback Machine.]». Додаток повинен допомагати українським громадянам уникнути неприємностей під час подорожей світом. «ДРУГ» — це абревіатура: добровільна реєстрація українських громадян. Для користування сервісом достатньо заповнити анкету.
У разі виникнення надзвичайної ситуації в країні, яку зареєстровано в анкеті, система надсилає повідомлення на вказаний номер телефону або на електронну пошту. Також в додатку є карта посольств та консульств з контактами, а в разі необхідності консульство зможе зв'язатися з користувачем за зареєстрованими в системі контактними даними.